# Фрідонія (Північна Дакота)
Фрідонія (англ. Fredonia) — місто (англ. city) в США, в окрузі Логан штату Північна Дакота. Населення — 38 осіб (2020).

## Географія
Фрідонія розташована за координатами 46°19′45″ пн. ш. 99°5′44″ зх. д. / 46.32917° пн. ш. 99.09556° зх. д. (46.329118, -99.095670).  За даними Бюро перепису населення США в 2010 році місто мало площу 0,63 км², уся площа — суходіл.

## Демографія
Згідно з переписом 2010 року, у місті мешкало 46 осіб у 23 домогосподарствах у складі 16 родин. Густота населення становила 73 особи/км².  Було 37 помешкань (59/км²).
Расовий склад населення:
| - 100,0 % — білих |

До двох чи більше рас належало 0,0 %. Частка іспаномовних становила 0,0 % від усіх жителів.
За віковим діапазоном населення розподілялося таким чином: 17,4 % — особи молодші 18 років, 67,4 % — особи у віці 18—64 років, 15,2 % — особи у віці 65 років та старші. Медіана віку мешканця становила 49,7 року. На 100 осіб жіночої статі у місті припадало 130,0 чоловіків;  на 100 жінок у віці від 18 років та старших — 111,1 чоловіків також старших 18 років.
Середній дохід на одне домашнє господарство  становив 56 322 долари США (медіана — 53 393), а середній дохід на одну сім'ю — 62 210 доларів (медіана — 54 464). 
Цивільне працевлаштоване населення становило 32 особи. Основні галузі зайнятості: освіта, охорона здоров'я та соціальна допомога — 25,0 %, транспорт — 21,9 %, будівництво — 18,8 %.